# Marót (keresztnév)
A Marót szláv eredetű régi magyar személynév, jelentése morva (ember). Vörösmarty Mihály újította fel.[forrás?]

## Gyakorisága
Az 1990-es években szórványos név, a 2000-es években nem szerepel a 100 leggyakoribb férfinév között.

## Névnapok
- március 27.[2]
- szeptember 22.[2]